# Boucherius floridanus
Boucherius floridanus is een rondwormensoort uit de familie van de Meyliidae. De wetenschappelijke naam van de soort is voor het eerst geldig gepubliceerd in 1981 door Decraemer & Jensen.